# Cerretto Langhe
Cerretto Langhe (Srèj dle Langhe in piemontese) è un comune italiano di 384 abitanti della provincia di Cuneo in Piemonte.
Il comune faceva parte della comunità montana Alta Langa e Langa delle Valli Bormida e Uzzone.

## Storia
Nei tempi medioevali il paese aveva un forte castello a quattro torri di proprietà della Famiglia Carretto di Gorzegno.
In seguito il feudo passò ai Marchesi di Susa (secolo XII), quindi a Bonifacio di Savona che nel 1142 lo lasciò, col castello, al marchese di Ceva e di Cortemilia.

### Simboli
Nello stemma civico sono raffigurati due cerri, alberi che compaiono nei toponimi latini Cerretum e in loco Cerrae, ad indicare che l'albero abbondava nel territorio comunale.

## Società

### Evoluzione demografica
Abitanti censiti

## Monumenti e luoghi d'interesse

### Chiese
- Chiesa parrocchiale della Beata Vergine Assunta
- Santuario della Madonna in località Cerretta
- Chiesa di Sant'Andrea

## Amministrazione
| Periodo        | Periodo        | Primo cittadino | Partito      | Carica  | Note  |
| -------------- | -------------- | --------------- | ------------ | ------- | ----- |
| 14 giugno 1999 | 14 giugno 2004 | Flavio Borgna   | Indipendente | Sindaco | [ 5 ] |
| 14 giugno 2004 | 8 giugno 2009  | Silvio Pace     | Lista civica | Sindaco | [ 6 ] |
| 8 giugno 2009  | 26 maggio 2014 | Silvio Pace     | Lista civica | Sindaco | [ 7 ] |
| 26 maggio 2014 | in carica      | Davide Sobrero  | Lista civica | Sindaco | [ 8 ] |